# Packet Tracer
Packet Tracer je výukový software od firmy Cisco Systems. Slouží k simulaci reálného provozu počítačových sítí. V Packet Traceru lze simulovat téměř libovolnou síť na bázi síťových prvků Cisco. Výhodou je i možnost sledování provozu sítě, včetně odchytávání rámců a paketů. Dobře propracované jsou především routery a switche, kde naleznete jen málo odchylek od skutečných zařízení.
Tento software mohou zdarma využívat všichni členové Cisco Networking Academy.